# Комплекс виробництва олефінів у Ордосі (Zhongtian Hechuang)
Комплекс виробництва олефінів у Ордосі (Zhongtian Hechuang) — китайське виробництво вуглехімічної промисловості, розташоване у автономному регіоні Внутрішня Монголія.
У 2010-х роках в Китаї з’явився цілий ряд вуглехімічних комплексів, призначених для виробництва олефінів. Одним з них став розташований у Ордосі завод компанії Zhongtian Hechuang Energy, котра є спільним підприємством Sinopec, China Coal Group (по 38,75%), Shenergy Group (12,5%) та Inner Mongolia Manshi Coal Group (10%). Він складається із двох однакових черг, введених в експлуатацію у 2016 та 2017 роках. Разом вони здатні методом газифікації вугілля продукувати 3,6 млн тон метанолу на рік, з якого синтезують 670 тисяч тон етилену та 700 тисяч тон пропілену. В подальшому ці олефіни спрямовуються на виробництво випуск 370 тисяч тон поліетилена низької щільності, 300 тисяч тон лінійного поліетилена низької щільності та 700 тисяч тон поліпропілена.
Станом на кінець 2010-х завод Zhongtian Hechuang є найпотужнішим в своєму типі (вуглехімічний майданчик Shenhua Ningxia в Їньчуані продукує понад 2 млн тон олефінів, проте половину з них отримують шляхом піролізу рідких вуглеводнів, а не синтезом із метанолу).